# Hout

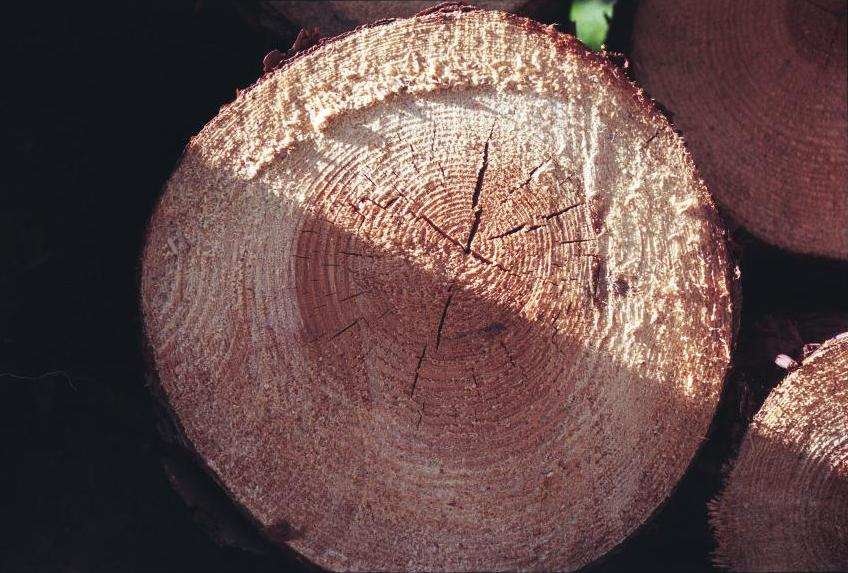
Doorgezaagde stam van een boom met inwendige hartscheuren

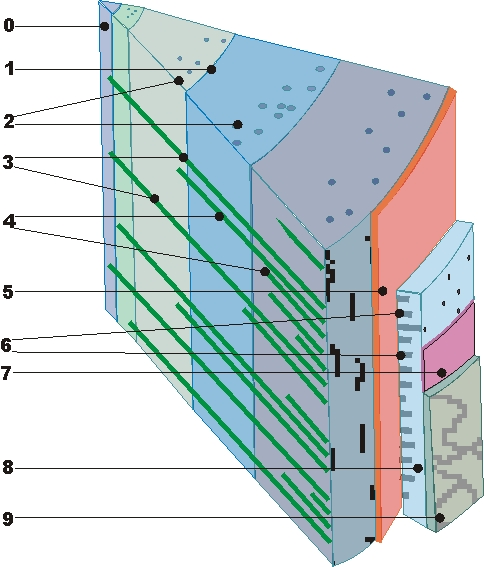
Tangentiale doorsnede van een vierjarige stam 0 = merg
1 = grens jaarring
2 = harskanalen
3 = primaire houtstralen
4 = secundaire houtstralen
5 = cambium
6 = houtstralen in de bast
7 = kurkcambium
8 = bast
9 = schors

Hout is het voornaamste bestanddeel van houtige planten: (vooral) bomen en struiken. Botanisch gezien is hout het door het cambium geproduceerd secundaire xyleem van zaadplanten. Volgens deze definitie zijn de houtige weefsels van bijvoorbeeld palmen geen hout in de strikte zin. Een kenmerk is verder de afzetting van lignine (houtstof) in de celwanden. In een andere omschrijving wordt hout daarom gezien als verhout plantenweefsel.
De takken, stammen en wortels van houtige (niet-kruidachtige) planten bestaan voor een belangrijk deel uit hout. Hout vormt het binnenste en grootste deel van de stam. Houtige gewassen zijn bomen, struiken, cactussen of lianen (zoals druiven).

## Functie in de plant
In de plant is hout (secundair xyleem), met name in de buitenste lagen ervan, betrokken bij het transport van water en voedingsstoffen (anorganische sapstroom) van de wortels naar de bladeren. Daarnaast geeft hout stevigheid aan de stam. Het hout bestaat uit het secundaire xyleem. De tegenpool van het xyleem is het floëem, dat de transportstroom (organische sapstroom) in de tegenovergestelde richting verzorgt.

## Anatomie

### Structuur

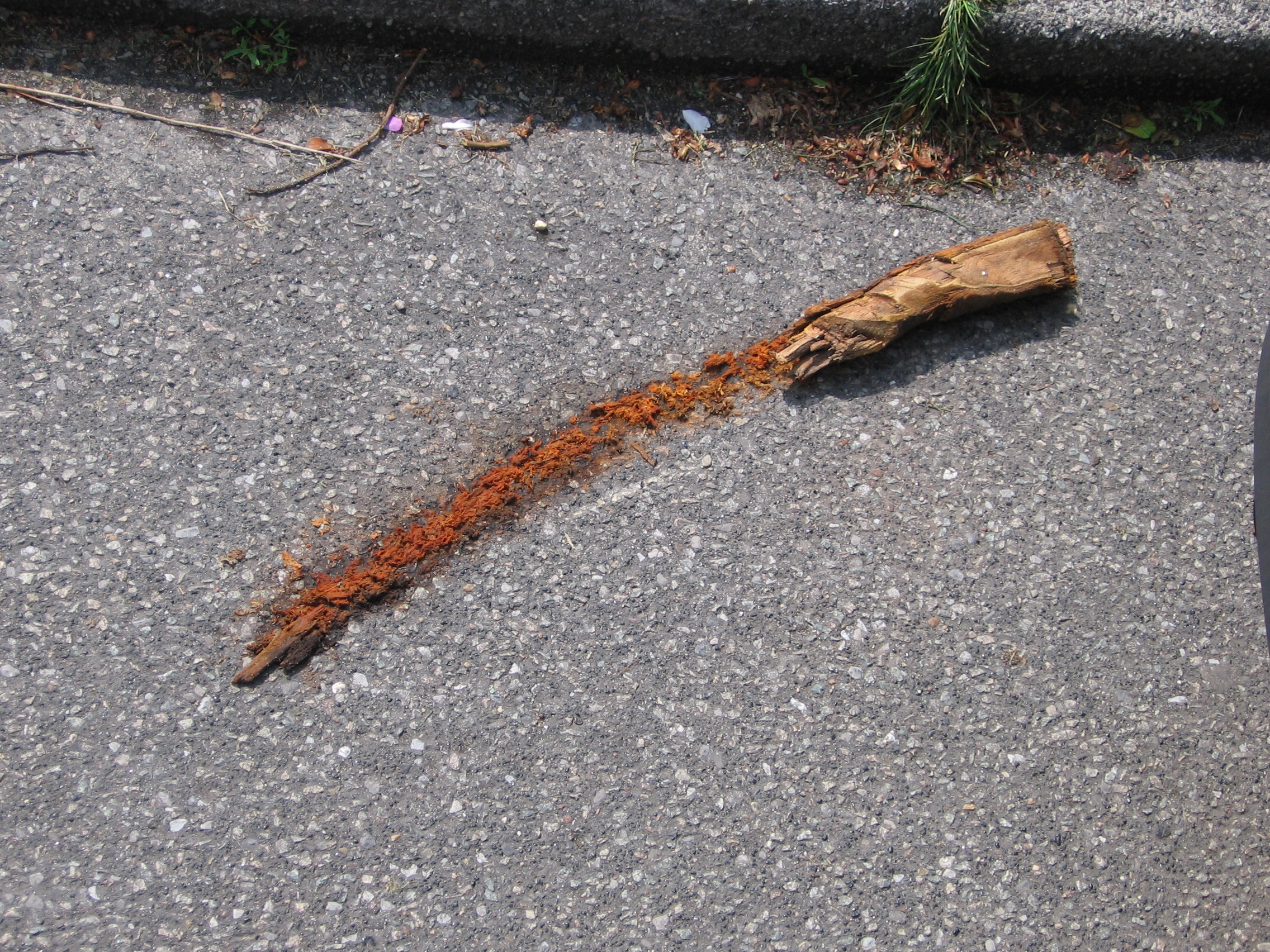
Rottend hout

Hout bestaat voornamelijk uit de celwandbestanddelen cellulose en hemicellulose in de overlangse richting. Deze worden samengehouden door lignine (houtstof), die in de dwarse richting van het stuk hout ligt. Vanwege deze structuur is hout anisotroop: de eigenschappen zijn niet in alle richtingen gelijk.
De merg- of houtstralen (ook wel spiegels geheten) dienen voor het transport van voedingsmiddelen en komen zowel bij loof- als naaldhout voor.
De eigenschappen voor wat betreft draadrichting, taaiheid, splijtbaarheid en sterkte verschillen van soort tot soort, en vaak van boom tot boom.

### Pycnoxyl en manoxyl hout

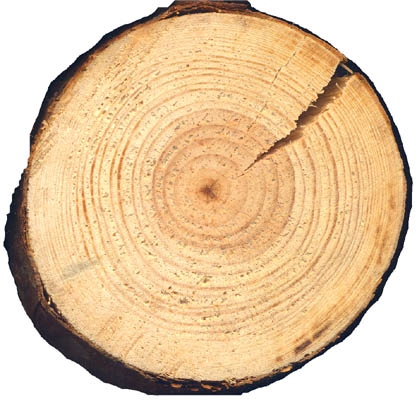
Pycnoxyl hout van de grove den, Pinus sylvestris

Pycnoxyl hout is secundair hout dat massief is en smalle mergstralen heeft. Pycnoxyl hout is betrekkelijk stevig, dit in tegenstelling tot manoxyl hout, dat betrekkelijk zacht is en dat brede mergstralen heeft. 
Pycnoxyl hout komt bijvoorbeeld voor bij coniferen, bij de Ginkgo biloba (Japanse notenboom) en tweezaadlobbigen, maar het hout van de palmvarens (Cycadales) is manoxyl.

### Vorming van groeiringen
Omdat in gematigd klimaat de winter en de zomer verschillen in groeiomstandigheden veroorzaken, hebben veel houtsoorten duidelijke groeiringen (ook wel jaarringen). Ook tropische houtsoorten hebben soms duidelijke groeiringen met name wanneer zij stammen uit gebieden met verschillende vochtigheidsseizoenen.
Deze groeiringen komen als volgt tot stand: onder de schors bevindt zich een laag delingsweefsel, een secundair meristeem, de cambiumlaag genoemd, die zowel naar binnen als naar buiten nieuwe cellen aanmaakt. Naar binnen toe differentiëren deze cellen zich tot hout (xyleem). Als het klimaat niet gelijkmatig is komt deze groei tot stilstand in het ongunstige seizoen. Deze stilstand komt niet plots maar met een geleidelijke overgang zodat het houtweefsel er anders uit gaat zien. Als aan het begin van het nieuwe seizoen nieuw hout gevormd wordt contrasteert dat met het laatstgevormde hout van het vorige seizoen. Groeiringen kunnen variëren van heel erg duidelijk, zoals bij ringporig hout (eiken, iepen, kastanje), tot heel vaag, bij sommig verspreidporig hout (paardenkastanje).

### Bast
Het geheel van schors en aangroeilaag wordt meestal als "bast" omschreven. Rondom het binnenste, reeds afgestorven hout bevindt zich een levende laag. De schors barst bij de groei van de boom, daar hij niet elastisch is. De meest bekende schors wordt gevormd door de in Portugal groeiende kurkeik (Quercus suber uit de familie van de Fagaceae of beukachtigen), die om de acht à tien jaar een oogstbare laag afgeeft. De beuk heeft een gladde bast, doordat bij deze soort er ook in de lengterichting zich delende cellen bevinden. Door de bast kunnen diverse boomsoorten van elkaar onderscheiden worden omdat de bast in de zomer- en winterstand bij de meeste soorten niet veel van elkaar verschilt.

### Richtweefsel
Richtweefsel of reactiehout is hout dat wordt gevormd zodra een boom langdurig in een richting belast wordt (bijvoorbeeld door scheefstand of wind). Om het evenwicht te herstellen wordt zogenaamd trekhout (bij loofbomen) -of drukhout (bij naaldbomen) aangemaakt. Trekhout vormt zich aan de bovenkant van de stam en `trekt` de stam de goede richting in, drukhout vormt zich aan de onderkant, en "drukt" de stam in de goede richting. Op deze plekken is niet alleen de anatomische opbouw van de celstructuren anders, maar is er ook een chemische afwijking. Er is namelijk sprake van een verhoogd lignine-aandeel en ook andere extractstoffen zijn bij reactiehout bovenmatig aanwezig.

## Toepassing van hout

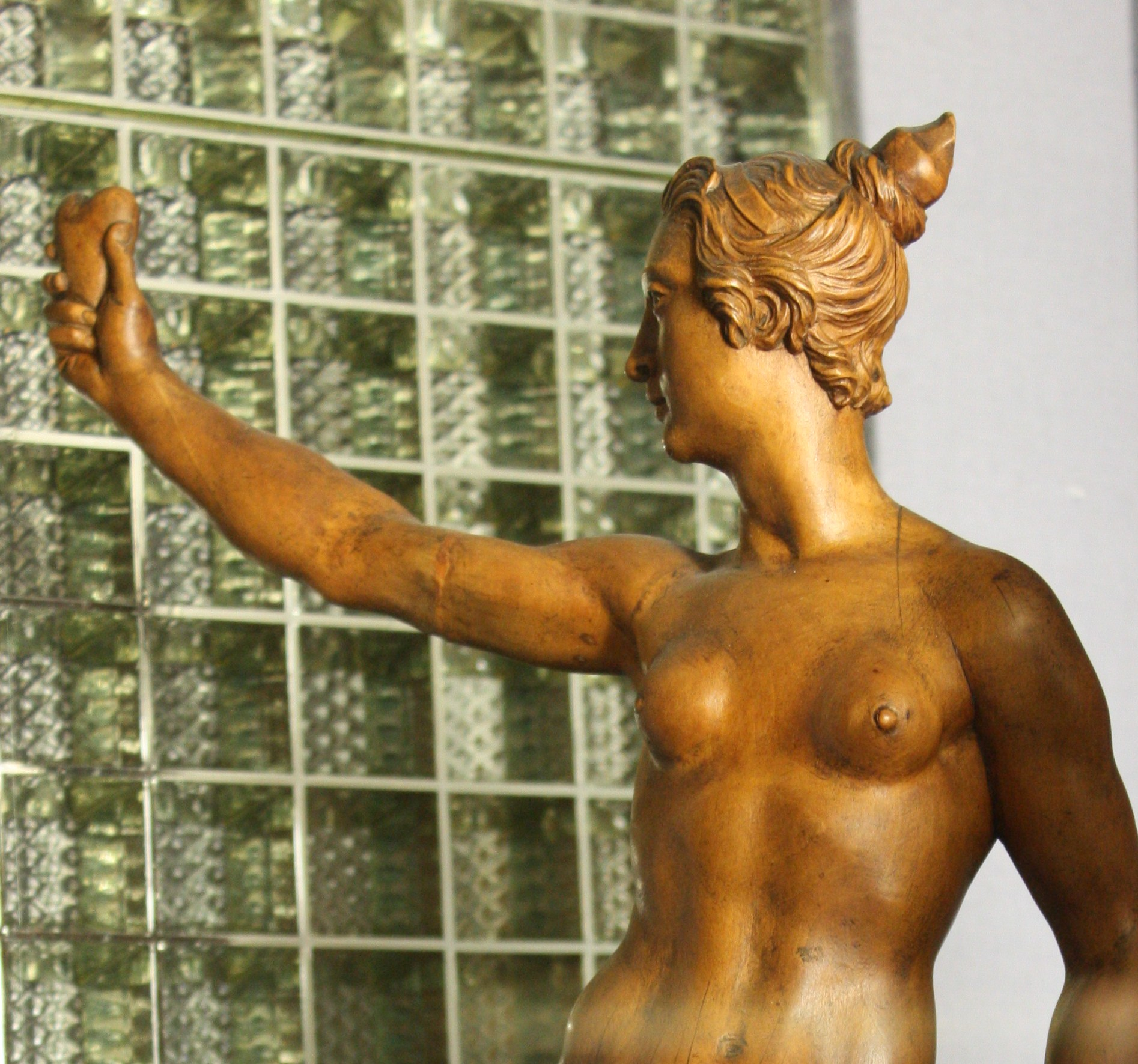
Perenhouten sculptuur van Venus die een hart vasthoudt (ca. 1600)

Hout wordt voor vele doelen gebruikt:
- papierproductie, waarvoor hout de basis vormt.
- houtbewerking: handwerkers en kunstenaars bewerken en verbinden stukken hout, zoals bij de constructie van beeldhouwwerken, kuipen en fusten, kasten, tafels, stoelen en ander meubilair, parketvloeren en muziekinstrumenten. Hierbij worden specialistische gereedschappen gebruikt.
- als grondstof en als constructiemateriaal is hout belangrijk; het wordt veel gebruikt door timmerlieden in de constructie van huizen, kozijnen, dakconstructies en voor de afwerking. Hout is sinds de mens begon met het bouwen van schuilplaatsen een belangrijk constructiemateriaal en blijft ook vandaag veel gebruikt. Heel wat producten met hout als grondstof zijn vervangen door andere grondstoffen zoals metaal en kunststof.
- daarnaast dient hout als brandstof: als brandhout, voor de productie van houtskool of houtpellets.
- als verpakkingsmateriaal, zoals kratten en pallets, omdat het robuust is, eenvoudig te construeren en recycleerbaar is.

### Eigenschappen bij de bewerking
Hieronder worden verschillende eigenschappen van hout genoemd die een rol gaan spelen indien men hout wil gaan bewerken en toepassen. Op basis van kennis van de eigenschappen kunnen houtsoorten onderling vergeleken worden. Belangrijke hoofdeigenschappen van hout zijn  duurzaamheid (bijvoorbeeld tegen weersinvloeden en schimmels), de natuurkundige eigenschappen (zoals krimp en volumieke massa), de mechanische eigenschappen (zoals mechanische sterktes, hardheid) en verwerkbaarheid, het uiterlijk en het gedrag bij brand.
Ook tal van andere eigenschappen verschillen per houtsoort zoals: calorische waarde, isolatiewaarde, pH-waarde, etc.
De excentrische groei en de andere celstructuur van het reactiehout hebben een negatief gevolg voor de verwerking van het hout in de houtindustrie. Voor de papierproductie geeft dit hout weinig tot geen problemen.

### Houtsoorten
Hout van verschillende boomsoorten heeft verschillende eigenschappen. Dikwijls wordt er een grove indeling gemaakt van de houtsoort in loofhout (ook wel hardhout) en naaldhout (ook wel zachthout). Naaldhoutsoorten, bijvoorbeeld vurenhout en grenenhout, zijn vaak vrij zacht, terwijl sommige loofhoutsoorten, bijvoorbeeld eikenhout, veel zwaarder en harder zijn. Als een houtsoort hard is, hoeft zij niet moeilijk te bewerken te zijn: zo is mahoniehout een rode houtsoort, behoorlijk hard maar zeer makkelijk te bewerken en uitstekend geschikt voor meubelen. Anderzijds is balsahout (een loofhoutsoort) zeer licht en zacht, wat het nuttig maakt voor toepassingen zoals voor modelbouw bij modelvliegtuigen.
Hout kent de volgende verschillen:
- Verschil in kleur en tekening.
- Verschil in volumieke massa. Hout wordt in de praktijk niet gemeten in soortelijk gewicht, maar in volumieke massa bij een bepaald vochtpercentage.
- Verschil in splijteigenschappen.
- Verschil in gedrag bij wisselende vochtigheid.
- Verschil in diverse mechanische sterkte-eigenschappen.
- Verschil in gevoeligheid voor klimaateigenschappen en verrotting/rotting of insectenvraat.
- Verschil in anatomie en celstructuren, vooral van belang bij papierproductie

### Houtbewerking
Houtbewerking kan op verschillende manieren gebeuren. Bijvoorbeeld:
- vijlen: met een vijl
- raspen: met een rasp
- zagen: met verschillende soorten zagen
- hakken: met een handbijl of een hak
- glad maken: met de blokschaaf of met schuurpapier
- boren: met verschillende boren
- kerven: met guts, mes of burijn uitsnijden
- snijden: beitel, of een mes
- timmeren: met spijkers en verschillende hamers
- lijmen: met lijm
- buigen: door het hout nat te maken, te spannen en daarna te verwarmen
- schroeven: met een schroevendraaier of schroefmachine
- frezen: met de freesmachine, de bovenfrees of de CNC-machine
- beitelen: met beitels of gutsen

### Zaagwijze
Het hout zagen van bomen kan afhankelijk van de beoogde toepassing op verschillende manieren worden verzaagd. Dat gebeurt meestal in drie verschillende hoofdrichtingen: radiaal, tangentiaal of axiaal, ook wel longitudinaal genoemd. In iedere richting verschillen de eigenschappen van hout. Krom- en scheluw trekken, zwellen en krimpen noemt men: werken van hout. Ook verschilt hout afkomstig van de buitenkant van de boom waardoor nog transport plaatsvindt (spinthout) van het veel hardere kernhout dat voornamelijk stevigheid aan de boom geeft.

## Houtproductie en ontbossing

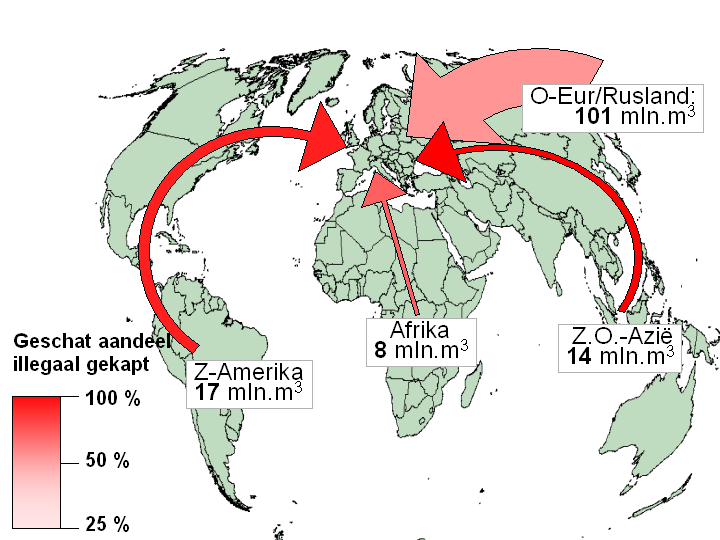
Houthandel vanuit de werelddelen met de Europese Unie inclusief het geschatte percentage illegaal gekapt hout (schattingen op jaarbasis volgens www.wwf.be/OECD).

De houtproductie heeft een aandeel in de ontbossing. Andere belangrijke factoren zijn houtkap voor de aanleg van landbouwgrond en bosbranden.
Ontginning vormt een ernstige bedreiging voor de bossen en de biodiversiteit daarvan. Er worden wereldwijd echter inspanningen gedaan om de ontbossing tegen te gaan, zowel door bescherming van de bestaande (oer-)bossen als door de aanplanting van nieuwe (productie-)bossen. De bosbouw speelt daar een belangrijke rol in.
De jaarlijkse aangroei van hout (in kubieke meter) is in de Scandinavische landen groter dan de hoeveelheid die daar jaarlijks gekapt wordt. In de Aziatische landen (zoals Indonesië en Maleisië) wordt door de overheid steeds harder opgetreden tegen het illegaal kappen van bomen. Enkele internationale organisaties die ernaar streven om het evenwicht te herstellen op het vlak van houtkap zijn FSC en PEFC. Vooral het FSC-keurmerk heeft veel aanhang bij de milieubeweging, omdat het strenge eisen stelt aan het bosbeheer, maar ook aan sociaal-economische omstandigheden.

### Afgeleide houtproducten
Massief hout kan ook een aantal nadelen hebben zoals de prijs, het milieu, scheluw trekken, werken. Om deze nadelen te ondervangen zijn er ook een groot aantal van hout afgeleide producten ontstaan, die (gedeeltelijk) van minderwaardig hout of houtafval kunnen worden gemaakt en die in een aantal toepassingen massief hout kunnen vervangen. Voorbeelden zijn mdf, OSB, Fineer, meubelplaat, triplex en multiplex, spaanplaat, underlayment, hardboard, laminaat, zachtboard.